# 다니슈멘드
다니슈멘드(튀르키예어: Danişmend) 또는 다니슈멘드 베이국(Danişmendli Beyliği)은 11세기에서 12세기 사이 아나톨리아 동북지방을 다스린 오구즈 투르크 국가이다. 12세기 초 다니슈멘드는 룸 술탄국과 경쟁했으며 십자군과도 전쟁을 벌였다.
이 국가는 다니슈멘드 가지가 창설했다고 알려져 있는데 다니슈멘드 가지에 대하여는 별로 기록이 없다. 1071년 비잔티움 제국이 셀주크 투르크에게 결정적으로 참패한 만지케르트 전투이후 다니슈멘드는 점차 입지를 강화하여 다니슈멘드 가지는 1086년 스스로 왕조를 창건하였다. 1100년 다니슈멘드의 아들 귀미쉬티긴 가지는 타란토의 보에몽을 사로잡았고 3년후에 놓아주었다.
1116년 귀미쉬티긴 가지는 마수드가 셀주크 술탄이 되는 것을 도와주고 마수드의 경쟁자들에게서 말라티아·앙카라 등 영토를 빼앗았다). 1130년에는 보에몽 2세가 다니슈멘드와의 전투에서 사망하였다.
1134년에는 셀주크 투르크의 술탄 산자르는 다니슈멘드에게 '말리크'(malik：왕)라는 칭호를 주었다. 그해 귀미쉬티긴 가지도 죽고 그의 아들 메메드가 뒤를 어어 말리크가 되었다. 1142년 메메드가 죽자), 그의 형제와 아들은 다니슈멘드의 영토를 3개로 분할하여 하나씩 나누어가졌다.
셀주크 투르크의 술탄 킬리지 아르슬란 2세는 1155년 다니슈멘드의 영토를 침략했으나 모술의 누르 앗 딘이 다니슈멘드를 도와 이 침략을 막아냈다. 그러나 1174년 누르 앗 딘이 죽자 킬리지는 다시한 번 영토를 침입했고 결국 1178년에 다니슈멘드 왕조는 셀주크 투르크에 병합되어 막을 내렸다.